# Al-Hajjaj ibn Yússuf ibn Matar
|  | No s'ha de confondre amb Al-Hajjaj ibn Yússuf. |

Al-Hajjaj ibn Yússuf ibn Matar (àrab: الحجاج بن يوسف بن مطر)  (786 - c. 833) va ser un matemàtic de Bagdad del segle ix.
No es coneix res de la seva vida. Només se sap que va ser el primer traductor dels Elements d'Euclides i de l'Almagest a l'àrab presumptament d'originals en grec.
L'únic manuscrit antic que es conserva de la seva traducció dels Elements d'Euclides es troba a la Biblioteca de la Universitat de Leiden (Manuscrit 399.1) i conté comentaris d'An-Nayrizí. Es considera que aquesta traducció d'Al-Hajjaj va ser utilitzada per Adelard de Bath a començaments del segle xii i per Gerard de Cremona al segle xiii per a fer-ne sengles traduccions al llatí.